# Haleto de ácido

Haleto de acilo

Em química orgânica haletos de ácidos (também chamados haletos ácidos e haletos de acilo) são compostos orgânicos que derivam dos ácidos carboxílicos pela substituição do oxigênio ligado  por uma ligaçãosimples ao grupo hidroxila por um halogênio. O composto contém um grupo funcional -COX, a qual consiste de um grupo carbonilo ligado ao átomo de halogênio. A fórmula geral para um haleto de acilo pode ser escrita RCOX, onde R pode ser, por exemplo, um grupo alquila, CO é grupo carbonilo, e X representa o átomo de halogênio. Cloretos de acilo são os Haletos de acilo mais comumente usados.
Em sua nomenclatura, o nome do ânion correspondente ao haleto seguido da preposição de e do nome do ácido de origem com a terminação ila ou ilo.

Cloreto de acetila é um haleto de acilo.

O grupo hidroxila de um ácido sulfônico pode também ser substituído por um halogênio para produzir o correspondente haleto de sulfonilo. Em termos práticos este é quase sempre cloro para produzir um cloreto de sulfonilo.